# Michio Takeyama
Michio Takeyama (1903-1947) foi um escritor japonês, crítico literário e estudioso da literatura alemã.